# Madagaskar i olympiska sommarspelen 1996
Madagaskar deltog i de olympiska sommarspelen 1996 med en trupp bestående av 11 deltagare, men ingen av landets deltagare erövrade någon medalj.

## Boxning
| Idrottare         | Gren          | Sextondelsfinal      | Åttondelsfinal       | Kvartsfinal          | Semifinal            | Final                |
| Idrottare         | Gren          | Motståndare Resultat | Motståndare Resultat | Motståndare Resultat | Motståndare Resultat | Motståndare Resultat |
| ----------------- | ------------- | -------------------- | -------------------- | -------------------- | -------------------- | -------------------- |
| Anicet Rasoanaivo | Lätt flugvikt | Baca (HON) W 12-0    | Guardado (USA) L 9-4 | Gick inte vidare     | Gick inte vidare     | Gick inte vidare     |

## Friidrott
Herrar
Bana
| Idrottare              | Gren                | Heat omgång 1 | Heat omgång 1 | Heat omgång 2 | Heat omgång 2 | Semifinal        | Semifinal        | Final            | Final            |
| Idrottare              | Gren                | Tid           | Placering     | Tid           | Placering     | Tid              | Placering        | Tid              | Placering        |
| ---------------------- | ------------------- | ------------- | ------------- | ------------- | ------------- | ---------------- | ---------------- | ---------------- | ---------------- |
| Joseph Rakotoarimanana | Herrarnas 800 meter | 1:47.33       | 29            | N/A           | N/A           | Gick inte vidare | Gick inte vidare | Gick inte vidare | Gick inte vidare |
| Victor Razafindrakoto  | Herrarnas maraton   | N/A           | N/A           | N/A           | N/A           | N/A              | N/A              | Fullföljde inte  | Fullföljde inte  |

Damer
Bana
| Idrottare                                                                                             | Gren                           | Heat omgång 1   | Heat omgång 1   | Heat omgång 2 | Heat omgång 2 | Semifinal        | Semifinal        | Final            | Final            |
| Idrottare                                                                                             | Gren                           | Tid             | Placering       | Tid           | Placering     | Tid              | Placering        | Tid              | Placering        |
| --- | ------------------------------ | --------------- | --------------- | ------------- | ------------- | ---------------- | ---------------- | ---------------- | ---------------- |
| Hanitriniaina Rakotondrabé                                                                            | Damernas 100 meter             | 11.36           | 21 Q            | 11.43         | 20            | Gick inte vidare | Gick inte vidare | Gick inte vidare | Gick inte vidare |
| Nicole Ramalalanirina                                                                                 | Damernas 100 meter häck        | 12.90           | 11 Q            | 12.90         | 12 Q          | 13.01            | 14               | Gick inte vidare | Gick inte vidare |
| Lantoniaina Ramalalanirina Hanitriniaina Rakotondrabé Nicole Ramalalanirina Lalao Robine Ravaoniriana | Damernas 4 x 100 meter stafett | Fullföljde inte | Fullföljde inte | N/A           | N/A           | N/A              | N/A              | Gick inte vidare | Gick inte vidare |

## Tennis
| Spelare                                 | Gren      | Omgång 1    | Omgång 1  | Omgång 2                        | Omgång 2         | Omgång 3         | Omgång 3         | Kvartsfinal      | Kvartsfinal      | Semifinal        | Semifinal        | Final            | Final            | Final            |
| Spelare                                 | Gren      | Motståndare | Poäng     | Motståndare                     | Poäng            | Motståndare      | Poäng            | Motståndare      | Poäng            | Motståndare      | Poäng            | Motståndare      | Poäng            | Placering        |
| --------------------------------------- | --------- | ----------- | --------- | ------------------------------- | ---------------- | ---------------- | ---------------- | ---------------- | ---------------- | ---------------- | ---------------- | ---------------- | ---------------- | ---------------- |
| Dally Randriantefy                      | Damsingel | Date (JPN)  | L 0-6 1-6 | Gick inte vidare                | Gick inte vidare | Gick inte vidare | Gick inte vidare | Gick inte vidare | Gick inte vidare | Gick inte vidare | Gick inte vidare | Gick inte vidare | Gick inte vidare | Gick inte vidare |
| Dally Randriantefy Natacha Randriantefy | Damdubbel | N/A         | N/A       | Martínez, Sánchez Vicario (ESP) | L 1-6 3-6        | Gick inte vidare | Gick inte vidare | Gick inte vidare | Gick inte vidare | Gick inte vidare | Gick inte vidare | Gick inte vidare | Gick inte vidare | Gick inte vidare |